# 塔季扬娜·佩特列尼娅
塔季扬娜·奥列戈芙娜·佩特列尼娅（俄语：Татьяна Олеговна Петреня，1981年10月18日—），白俄罗斯女子蹦床运动员，2015年世界蹦床锦标赛女子双人网上铜牌得主、2017年世界蹦床锦标赛女子个人网上金牌得主和女子双人网上铜牌得主。